# Tony Gardner
Tony Gardner (Ashton-under-Lyne, 10 gennaio 1964) è un attore inglese.

## Biografia
Ha lavorato come medico al Guy's Hospital nel 1987, poi come medico di medicina generale nel 1993, ma ha interrotto la pratica nel 2000.
È apparso come Michael, l'ultimo amante di Becky, nella serie TV Joking Apart. Più di recente ha interpretato Michael nella serie TV Lead Balloon. Dal 2011 ha interpretato il ruolo del professore Tony Shales nella britannica serie Fresh Meat.

## Filmografia

### Cinema
- Restoration - Il peccato e il castigo (Restoration), regia di Michael Hoffman (1995)
- London Zombies (Cockneys vs Zombies), regia di Matthias Hoene (2012)

### Televisione
- Joking Apart - serie TV, episodi 2x02-2x06 (1995)
- Armstrong and Miller - serie TV, episodio 2x01 (1997)
- Grown Ups - serie TV, 6 episodi (1997)
- Sunny Side Farm - serie TV, 5 episodi (1997)
- Holby City - serie TV, episodio 3x26 (2001)
- Papà e mamma sono alieni (My Parents Are Aliens) - serie TV, 106 episodi (1999-2006)
- Jekyll - miniserie TV, episodio 4 (2007)
- Love Soup - serie TV, episodio 2x05 (2008)
- Dumped - serie TV, 4 episodi (2008) (narratore)
- Vexed - serie TV, episodio 1x03 (2010)
- M.I. High - Scuola di spie (M.I. High) - serie TV, episodio 5x01 (2011)
- Lead Balloon - serie TV, 26 episodi (2006-2011)
- New Tricks - Nuove tracce per vecchie volpi (New Tricks) - serie TV, episodio 9x02 (2012)
- The Thick of It - serie TV, 6 episodi (2005-2012)
- Law & Order: UK - serie TV, episodio 8x08 (2014)
- Fresh Meat - serie TV, 16 episodi (2011-2016)
- Delitti in Paradiso (Death in Paradise) - serie TV, episodio 6x07 (2017)
- Doctor Who - serie TV, episodio 10x07 (2017)
- L'ispettore Barnaby (Midsomer Murders) - serie TV, episodio 20x01 (2018)